# Penny (Teorie velkého třesku)
Penny je fiktivní postava v televizním seriálu Teorie velkého třesku, hraje ji herečka Kaley Cuoco.
Penny je hlavní ženská postava v seriálu. Je sousedkou Leonarda a Sheldona, bydlí na druhém konci chodby. Hodně se liší od zbytku hlavních mužských rolí, vědců a geeků.

## Osobnost
Pochází z Omahy ve státě Nebraska. Penny je servírka v místní restauraci Cheesecake Factory s plánem stát se herečkou. Je ve znamení Střelce, narodila se 2. prosince 1986.
V kontrastu se zbytkem skupiny (hlavní zdroj vtipů) Penny není tolik intelektuálně nadaná ani se nevyzná v technických věcech. Zato má ale skvělé sociální cítění a ví hodně o pop-kultuře. Je nepořádná a neorganizuje úklid ve svém bytě, ale nevadí jí to. Dále také věří v horoskopy, často se s Sheldonem hádá o jejich přesnosti.
Obvykle je velice milá a přívětivá, dokáže se ale hodně naštvat, například když se Sheldon vloupal k ní do bytu, aby tam uklidil, nebo když se s ní pokouší flirtovat Howard Wolowitz. Leonard ji přirovnal k Hulkovi, když se naštve.

## Jméno
Na rozdíl od ostatních postav v seriálu příjmení Penny nebylo nikdy uvedeno. Je ale dost možné, že se příjmením jmenuje Johnson – v jednom díle je zmíněno, že v opilosti měla fingovanou svatbu se svým expřítelem Zackem Johnsonem, která ale byla, jak se později ukázalo, skutečná.
Poprvé bylo její plné jméno zmíněno, když hrála online hru Age of Conan, kde měla přezdívku „Královna Penelope“, anglicky „Queen Penelope“.
Existuje i teorie, podle které její příjmení (alespoň před zmíněnou svatbou) zní Wyatt, jelikož v rozhovoru Penny a Leonardovy matky vyšlo najevo, že její otec se jmenuje Bob. O necelé dvě série později se však její otec objevuje v seriále a Leonard mu říká Wyatt. Protože Penny tehdy v rozhovoru s Leonardovou matkou citovala svou matku, která ho oslovila „Bobe“, je dost nepravděpodobné, že by Bob bylo příjmení jejího otce, tudíž by to mělo být křestní jméno a příjmení je tedy Wyatt. Penny by se proto měla jmenovat Penny Wyatt (počeštěně Penny Wyattová).
Až po skončení seriálu přišel jeden fanoušek s informací, že příjmení Penny za svoboda bylo "Teller". Důkaz se údajně objevil již ve 2. sérii v 18. díle, kde Sheldon donese Penny balíček a ve chvíli, kdy ho otevře, je na obrazovce v několika záběrech vidět na balíčku nálepka pošty, kde by logicky mělo být celé jméno. Ačkoliv je text na nálepce velmi malý, až nečitelný, několik uživatelů potvrdilo, že po přiblížení a prozkoumání skutečně vidí "Teller".
Na začátku 9. série si Penny vezme Leonarda Hofstadtera, což znamená, že se dále jmenuje Penny (Penelope) Hofstadter.

## Rodina
V seriálu se o její rodině moc nemluví. Z rozhovorů ze seriálu vyplývá, že má otce, který si přál syna a dával jí to najevo. Naučil Penny střílet z pistole. V epizodě „Komplikovanost vztahů“ přijede otec za svou dcerou na návštěvu a Penny se obává sdělit mu, že se s Leonardem rozešla (její otec si Leonarda dost oblíbil). Penny proto Leonarda přemluví, aby před jejím otcem předstíral, že spolu stále chodí.
V jedné epizodě kupuje Penny dárek svému třináctiletému synovci. Zmínila se též o své sestře, která má problémy s manželem, a bratrovi, který má podmínku.
V desáté sérii se na obrazovce objeví kromě otce také matka Susan (Katey Sagal) a bratr Randall (Jack McBrayer). O Randallovi se během seriálu dozvídáme, že vyráběl a distribuoval drogy.

## Práce
Penny byla zaměstnána jako servírka v pasadenské restauraci Cheesecake Factory (do češtiny někdy také překládáno jako Tvarohový ráj nebo Sýrové koláče). Od osmé řady prodává léky pro farmaceutickou společnost.
Touží se stát profesionální herečkou. Jezdí proto na castingy, ale výraznější úspěch ji míjí. Jednou zaskakovala v muzikálu Rent, na představení tehdy přišli celkem dva diváci (ke konci představení). Ztvárnila také Annu Frankovou v divadle nad bowlingovou dráhou a účinkovala v reklamě na lék proti hemoroidům. Když se přistěhovala do L.A., hrála v béčkovém hororu Vražedný lidoop (Serial Ape-ist), za což se velmi styděla. V sedmé sérii ale přesto přijala roli v pokračování Vražedný lidoop 2, kde si zahrála společně s Wilem Wheatonem.